# Pachinko

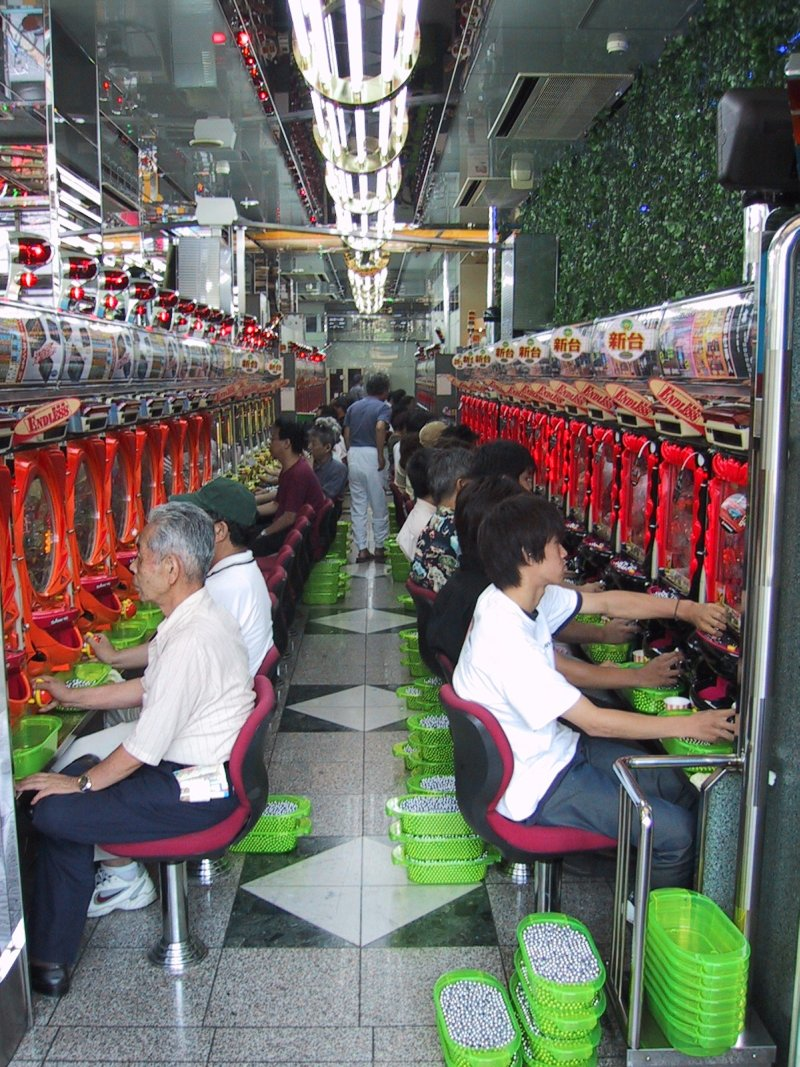
Saló de pachinko

El pachinko (en japonès: パチンコ) és un sistema de joc molt semblant a les màquines escurabutxaques. Aquestes màquines combinen un sistema modern de videojocs amb el clàssic pinball. Va ser inventat als anys en què el Japó es trobava sumit a la Segona Guerra Mundial, a la ciutat de Nagoya. Les màquines de pachinko són típiques del Japó, solen estar situades en uns salons de joc anomenats pachinko-ten (パチンコ店), o sala de pachinko, i són un sistema de joc totalment legal.

## Sistema de joc
El pachinko consisteix en el fet que el jugador ha de comprar una gran quantitat de boletes d'acer, i després inserir-les a la màquina. Al centre de la màquina hi ha una mena de regulador que, en tirar-hi les boletes, gira fent que aquestes surtin llançades cap avall, on la majoria cau al fons de la màquina sense donar premi, i unes poques cauen en una mena de compartiment petit que recull les boletes, el jugador és premiat guanyant més boletes, que després podrà canviar per premis.

## Premis
Es guanya en aconseguir una gran quantitat de boletes, que el jugador pot fer servir per continuar jugant, o bé pot canviar-les per premis. Quan el jugador vol canviar les seves boletes que ha guanyat jugant, prem un interruptor que és a la part superior de la màquina i pot fer venir un membre del personal del local, que porta les boletes guanyades cap a un comptador automàtic per veure quantes n'hi ha. Després de registrar la quantitat de boletes guanyades pel jugador amb l'ajuda de la màquina de comptar, l'encarregat lliura al client un tiquet amb el nombre de boletes guanyades. El jugador després porta el tiquet al centre de canvi del local, on decideix per quins premis pot canviar el seu tiquet. Entre els premis disponibles sempre hi ha un premi especial que es pot aconseguir en un establiment que hi ha dins del local de pachinko.
Els premis especials s'obtenen segons el nombre de boletes guanyades. A més dels premis especials, també hi ha una àmplia varietat d'altres premis, com ara encenedors, electrodomèstics, joguines o tabac.